# Gopumgyeok jjaksarang
Gopumgyeok jjaksarang (고품격 짝사랑?, 高品格单恋S, lett. "Una cotta di lusso"; titolo internazionale High-End Crush) è una webserie sino-coreana distribuita da Sohu TV dal 14 novembre 2015 al 17 gennaio 2016. In Cina ha raccolto 200 milioni di visualizzazioni in quattro mesi, mentre in Corea del Sud è andata in onda nel 2018 sulla rete a pagamento MBN.

## Trama
Choi Se-hoon è il ricco presidente di un'agenzia d'intrattenimento sudcoreana, noto nell'ambiente per il suo "tocco di Mida" che trasforma chiunque in una celebrità. Un giorno conosce Yoo Yi-ryung, una ragazza che vive da sola in una casa sperduta sulle montagne, e decide di farla diventare a tutti i costi una star, ma Yi-ryung non è interessata alla sua proposta. Mentre cerca di convincerla ad accettare, Se-hoon si rende conto che la sua insistenza è dovuta al fatto che si è innamorato di lei a prima vista.

## Personaggi
- Choi Se-hoon, interpretato da Jung Il-woo
- Yoo Yi-ryung, interpretata da Jin Se-yeon
- Kang Min-joo, interpretata da Yoon Bo-ra
- Caposezione Heo, interpretato da Lee Si-eon
- Jong-hyun, interpretato da Jung Sang-hoon
- Jang Sae-yoon, interpretata da Moon Se-yoon
- Caposezione Park, interpretato da Park Hyun-woo
- Gruppo idol, interpretato dai Monsta X
- Soo-bin, interpretata da Park Soo-bin
- Yoon Ji-won, interpretata da Song Won-geun
- Annunciatrice televisiva, interpretata da Kim So-yeon
- Annunciatore televisivo, interpretato da Jung Kyung-ho

## Colonna sonora
1. Catch Me – Inkii
2. High-end Crush (고품격 짝사랑?) – Inkii
3. An Elegant Boy
4. Love In Funk
5. My High-End Love
6. Pit a Pat (두근두근?)
7. The Deep Game
8. Bizarre Night (기묘한 밤?)
9. Debtful Apricot (빚 좋은 개살구?)
10. Theater of Situation (상황극?)
11. Tonight
12. Where Can You Tell Me (어디 말해보시지?)
13. White Snake
14. Kindergarten (유치콩짝?)
15. Fragile Mind
16. You and Me (너와 내가?)
17. Reunion (재회?)
18. Strange Love (묘한사랑?)
19. Moment to Realize The Love (사랑을 깨닫는 순간?)